# Sticherus blepharolepis
Sticherus blepharolepis là một loài dương xỉ trong họ Gleicheniaceae. Loài này được Sodiro Ching mô tả khoa học đầu tiên năm 1940.